# Sistema de níveis de cidades chinesas

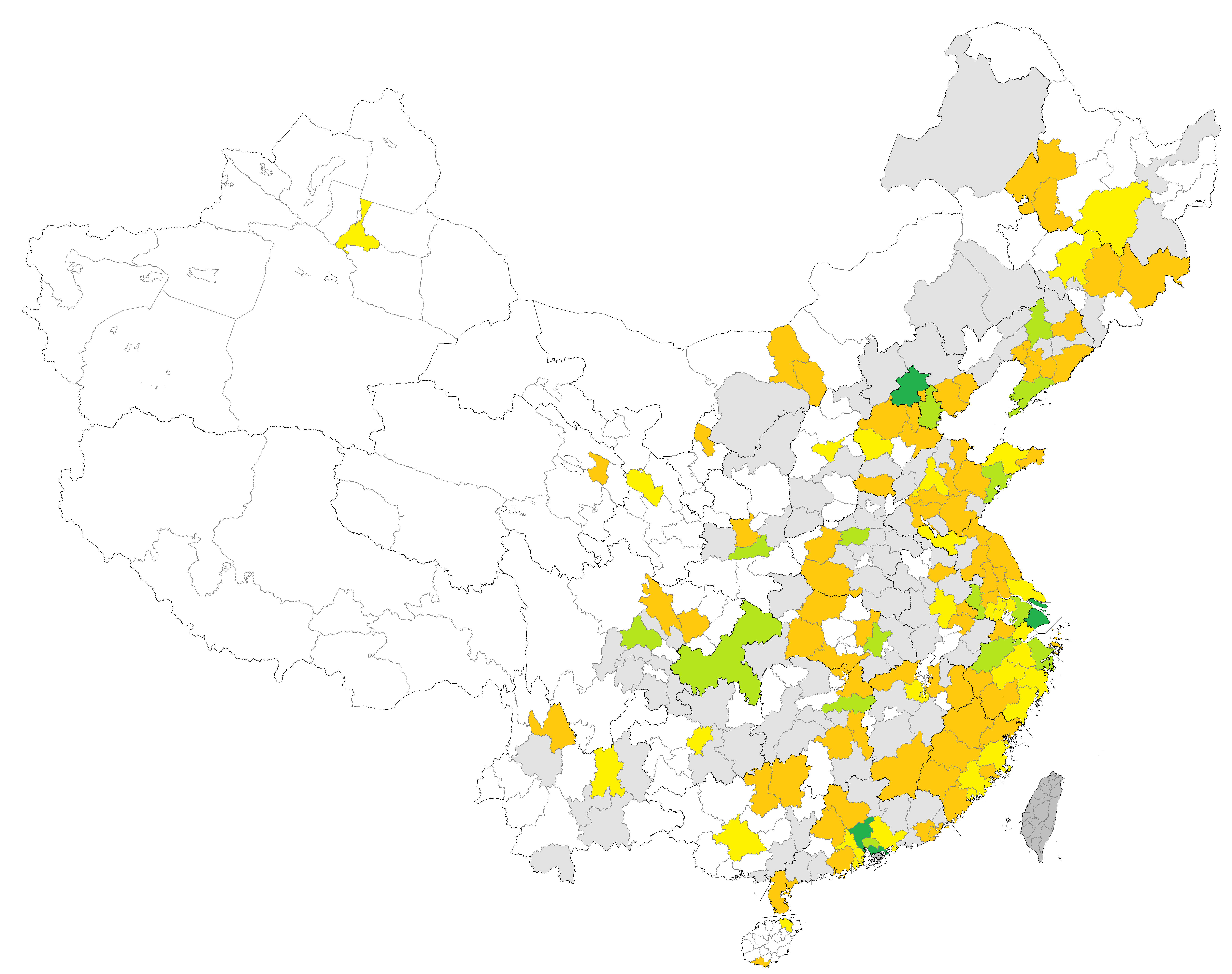
Um mapa das cidades chinesas por nível, de acordo com Yicai Global 2017

O sistema de níveis de cidades chinês é uma classificação hierárquica não oficial de cidades na República Popular da China (RPC). Não existem tais listas oficiais no país, uma vez que o governo chinês não publica nem reconhece qualquer definição oficial ou uma lista de cidades incluídas no sistema de níveis. No entanto, é frequentemente referido por várias publicações de meios de comunicação internacionais para fins que incluem comércio, transporte, turismo e educação, entre outros.  
Dado o rápido desenvolvimento das cidades chinesas desde a reforma econômica e a dinâmica em constante mudança entre as cidades do país, o sistema de níveis ganhou grande popularidade nos últimos anos como ponto de referência entre investidores e turistas. As cidades em diferentes níveis refletem frequentemente diferenças no comportamento do consumidor, nível de rendimento, tamanho da população, sofisticação do consumidor, infra-estruturas, conjunto de talentos e oportunidades de negócio, entre outros.  O sistema de níveis normalmente inclui apenas cidades da China continental; portanto, as regiões administrativas especiais de Hong Kong e Macau não estão incluídas na lista.

## Classificação

### Yicai Global
Em 2017, a Yicai Global, uma revista financeira, publicou uma lista não oficial das cidades mais comercialmente charmosas da China, classificando 338 cidades chinesas acima ou no nível da província com base nos dados de negócios mais recentes de 160 marcas comerciais, dados de comportamento do cliente de 17 empresas de internet e Big Data sobre cidades compilados por instituições de pesquisa. A nova classificação avaliou a atratividade comercial de 338 cidades com base em dados sobre cinco dimensões: (1) concentração de recursos comerciais, (2) até que ponto uma cidade serve como centro comercial, (3) vitalidade dos residentes urbanos, (4) diversidade de estilo de vida, (5) dinamismo futuro. A lista abaixo mostra a classificação de 2017 da Yicai Global, que contém 338 cidades classificadas em 6 níveis: nível 1, novo nível 1, nível 2, nível 3, nível 4 e nível 5. 
É importante notar que uma “cidade” na China pode referir-se a uma unidade administrativa em diferentes níveis. Em suma, embora existam 334 unidades a nível provincial na China, existem 2.851 unidades a nível distrital e 39.864 unidades a nível municipal.  Esta lista inclui apenas unidades a nível de província, a segunda divisão administrativa mais alta da China. Uma unidade administrativa de "nível provincial" pode ser uma cidade, uma prefeitura, uma prefeitura autônoma e uma liga. Os quatro municípios diretos, Pequim, Xangai, Chongqing e Tianjin também são considerados cidades, embora sejam unidades administrativas oficialmente de nível provincial. É por estas razões que a lista publicada pela Yicai Global inclui 338 "cidades": nomeadamente todas as 334 unidades de nível provincial mais os 4 municípios diretos.
| Nível        | Cidades (Observações: como muitas cidades na China têm nomes que parecem idênticos em pinyin, a lista abaixo inclui nomes de cidades escritos em caracteres chineses para ajudar na diferenciação) | Número de cidades | População urbana total estimada (2021) em milhões |
| ------------ | --- | ----------------- | ------------------------------------------------- |
| Nível 1      | Pequim, Xangai, Guangzhou, Shenzhen 北京市、上海市、广州市、深圳市 | 4                 | 75                                                |
| Novo nível 1 | Chengdu, Chongqing, Hangzhou, Wuhan, Nanjing, Tianjin, Suzhou, Xi'an, Changsha, Shenyang, Qingdao, Zhengzhou, Dalian, Dongguan, Ningbo 成都市、重庆市、杭州市、武汉市、南京市、天津市、苏州市、西安市、长沙市、沈阳市、青岛市、郑州市、大连市、东莞市、宁波市 | 15                | 122                                               |
| Nível 2      | Xiamen, Fuzhou, Wuxi, Hefei, Kunming, Harbin, Jinan, Foshan, Changchun, Wenzhou, Shijiazhuang, Nanning, Changzhou, Quanzhou, Nanchang, Guiyang, Taiyuan, Yantai , Jiaxing, Nantong, Jinhua, Zhuhai, Huizhou, Xuzhou, Haikou, Ürümqi, Shaoxing, Zhongshan, Taizhou, Jiujiang 厦门市、福州市、无锡市、合肥市、昆明市、哈尔滨市、济南市、佛山市、长春市、温州市、石家庄市、南宁市、常州市、泉州市、南昌市、贵阳市、太原市、烟台市、嘉兴市、南通市、金华市、珠海市、惠州市、徐州市、海口市、乌鲁木齐市、绍兴市、中山市、台州市、九江市 | 30                |                                                   |
| Nível 3      | Weifang, Baoding, Zhenjiang, Yangzhou, Guilin, Tangshan, Sanya, Huzhou, Hohhot, Langfang, Luoyang, Weihai, Yancheng, Linyi, Jiangmen, Shantou, Taizhou, Quzhou, Handan, Jining, Wuhu, Zibo, Yinchuan, Liuzhou, Mianyang, Zhanjiang, Anshan, Quzhou, Daqing, Yichang, Baotou, Xianyang, Qinhuangdao, Zhuzhou, Putian, Jilin, Huai'an, Zhaoqing, Ningde, Hengyang, Nanping, Lianyungang, Dandong, Lijiang, Jieyang, Prefeitura Autônoma Coreana de Yanbian, Zhoushan, Lanzhou, Longyan, Luzhou, Fushun, Xiangyang, Shangrao, Yingkou, Sanming, Lishui, Yueyang, Qingyuan, Jingzhou, Tai'an, Panjin, Dongying, Nanyang, Ma'anshan, Nanchong, Xining, Xiaogan, Qiqihar 潍坊市、保定市、镇江市、扬州市、桂林市、唐山市、三亚市、湖州市、呼和浩特市、廊坊市、洛阳市、威海市、盐城市、临沂市、江门市、汕头市、泰州市.宜昌市、包头市、咸阳市、秦皇岛市、株洲市、莆田市、吉林市、淮安市、肇庆市、宁德市、衡阳市、南平市、连云港市、丹东市、丽江市、揭阳市、延边朝鲜族自治州、舟山市、兰州市、龙岩市、沧州市、抚顺市、襄阳市、上饶市、营口市、三明市、蚌埠市、丽水市、岳阳市、清远市、荆州市、泰安市、衢州市、盘锦市、东营市、南阳市、马鞍山市、南充市、西宁市、孝感市、齐齐哈尔市 | 71                |                                                   |

### South China Morning Post
Uma lista não oficial publicada pelo South China Morning Post classifica 613 cidades chinesas em quatro níveis.  Esta lista utiliza uma variedade de parâmetros como base de classificação: tamanho da população, PIB e hierarquia administrativa. De acordo com o South China Morning Post, as cidades chinesas de nível 1 consistem em Pequim, Xangai, Guangzhou, Tianjin e Chongqing. 